# Нова вас об Сотли
Нова вас об Сотли (словен. Nova vas ob Sotli) је насељено место у општини Брежице, Посавска регија, Словенија.

## Историја
До територијалне реорганизације у Словенији била је у саставу старе општине Брежице.

## Становништво
У попису становништва из 2011. године, Нова вас об Сотли је имала 59 становника.
| Број становника према пописима | Број становника према пописима | Број становника према пописима |
| ------------------------------ | ------------------------------ | ------------------------------ |
| 1991                           | 2002                           | 2011                           |
| 65                             | 60                             | 59                             |

Напомена: До 1953. исказивано под именом Нова вас.